# Coupe d'Irlande de football 2013
Navigation
Édition précédente Édition suivante
La Coupe d'Irlande de football 2013 est la 93e édition de la Coupe d'Irlande de football organisée par la Fédération d'Irlande de football. La compétition commence le 31 mars 2013, pour se terminer en novembre. Le vainqueur gagne le droit de participer à la Ligue Europa 2014-2015 et à la Setanta Sports Cup 2014.
La compétition porte le nom de son sponsor principal : FAI Ford Cup

## Déroulement de la compétition

### Nombre d'équipes par divisions et par tour
40 équipes participent à cette édition de la Coupe d'Irlande. 
Les 20 équipes participant au championnat d’Irlande, Premier et First Division, sont directement qualifiées pour le deuxième tour.
Les vingt autres équipes sont les équipes amateurs qui se sont qualifiées pour le quatrième tour de la FAI Intermediate Cup 2012-2013 et des demi-finalistes de la FAI Junior Cup 2012-2013. Quatre sont qualifiées directement pour le deuxième tour par tirage au sort, les seize autres disputent le premier  tour.

### Calendrier
- Premier tour le 31 mars 2012
- Deuxième tour
- Troisième tour
- Huitièmes de finale
- Quarts de finale
- Demi-finale
- Finale

## Premier tour
Le tirage au sort a lieu le 5 mars 2013  par Paddy McCaul, le président de la FAI au siège de la fédération à Abbotstown. Les matchs ont  lieu le dimanche 31 mars 2013.
Seize équipes participent au premier tour, quatre sont qualifiées directement pour le deuxième tour.
| Club                | Score    | Club                  | Lieu de la rencontre      | Date     |
| ------------------- | -------- | --------------------- | ------------------------- | -------- |
| Leixlip United      | 1-3      | Sheriff YC            | Leixlip Ammenities center | 29 mars  |
| St Patrick's CYFC   | 3-2      | Carew Park            | Irishtown Stadium         | 30 mars  |
| Glenville           | 0-0      | Beggsboro             | Palmerstown               | 31 mars  |
| Beggsboro           | 2-3      | Glenville             | Kilkieran Road            | 5 avril  |
| Tolka Rovers FC     | 2-1      | Bangor Celtic         | Frank Cooke Park          | 29 mars  |
| St Mary's AFC       | 0-1      | Phoenix FC Navan Road | St. Mary's Park           | 30 mars  |
| Everton AFC         | 1-3      | Pike Rovers           | Everton Park              | 31 mars  |
| College Corinthians | 1-1      | Newbridge Town        | Castletreasure            | 6 avril  |
| Newbridge Town      | 0-1 (ap) | College Corinthians   | Station Road              | 20 avril |
| Parkvilla FC        | 1-1      | Blarney United        | Claremont Stadium         | 30 mars  |
| Blarney United      | 2-1      | Parkvilla FC          | O'Shea Park               | 6 avril  |

## Deuxième tour
| Club                         | Score | Club                | Lieu de la rencontre     | Date     |
| ---------------------------- | ----- | ------------------- | ------------------------ | -------- |
| Shelbourne FC                | 3-0   | Bandon AFC          | Tolka Park               | 31 mai   |
| Bohemian FC                  | 0-3   | Drogheda United     | Dalymount Park           | 31 mai   |
| Bray Wanderers               | 2-0   | Mervue United       | Carlisle Grounds         | 31 mai   |
| Phoenix FC                   | 0-4   | Dundalk FC          | Oriel Park               | 31 mai   |
| Salthill Devon Football Club | 0-2   | Shamrock Rovers     | Drom                     | 31 mai   |
| Tolka Rovers                 | 2-2   | College Corinthians | The Frank Cooke Complex  | 31 mai   |
| College Corinthians          | 3-0   | Tolka Rovers        | Castletreasure           | 8 juin   |
| Finn Harps                   | 2-1   | Wexford Youths FC   | Finn Park                | 31 mai   |
| St. Patrick's Athletic FC    | 4-0   | UC Dublin           | Richmond Park            | 1er juin |
| Blarney United               | 0-4   | Derry City FC       | O'Shea Park              | 1er juin |
| Bluebell United              | 2-2   | Athlone Town        | John Hyland Park         | 1er juin |
| Athlone Town                 | 2-3   | Bluebell United     | Athlone Town Stadium     | 4 juin   |
| St Patrick's CYFC            | 3-4   | Cobh Ramblers FC    | Frank Cooke Park         | 1er juin |
| Glenville                    | 0-3   | Limerick FC         | Home Farm FC             | 1er juin |
| Longford Town                | 4-0   | Pike Rovers         | The City Calling Stadium | 1er juin |
| Waterford United             | 0-2   | Sligo Rovers        | Regional Sports Centre   | 1er juin |
| Avondale United              | 1-2   | Sheriff YC          | Avondale Park            | 9 juin   |
| Cork City FC                 | 3-1   | Kilbarrack United   | Turner's Cross           | 5 août   |

Au terme de ce deuxième tour, seules trois équipes amateurs restent en lice, Sheriff YC, College Corinthians et Bluebell United qui signe l'exploit du deuxième tour en éliminant le club professionnel d'Athlone Town.

## Troisième tour
| Club             | Score | Club                      | Lieu de la rencontre | Date    |
| ---------------- | ----- | ------------------------- | -------------------- | ------- |
| Bray Wanderers   | 0-3   | St. Patrick's Athletic FC | Carlisle Grounds     | 23 août |
| Shelbourne FC    | 1-0   | College Corinthians       | Tolka Park           | 23 août |
| Bluebell United  | 0-0   | Derry City FC             | Brandywell Stadium   | 23 août |
| Derry City FC    | 2-1   | Bluebell United           | Brandywell Stadium   | 27 août |
| Dundalk FC       | 5-2   | Limerick FC               | Oriel Park           | 23 août |
| Finn Harps       | 1-1   | Cobh Ramblers FC          | Finn Park            | 23 août |
| Cobh Ramblers FC | 0-4   | Finn Harps                | St Colman's Park     | 26 août |
| Sligo Rovers     | 1-0   | Cork City FC              | The Showgrounds      | 24 août |
| Shamrock Rovers  | 3-1   | Sheriff FC                | Tallaght Stadium     | 23 août |
| Longford Town    | 2-3   | Drogheda United           | City Calling Stadium | 24 août |

## Quarts de finale
| Club                      | Score | Club            | Lieu de la rencontre | Date         |
| ------------------------- | ----- | --------------- | -------------------- | ------------ |
| Finn Harps                | 1-1   | Drogheda United | Finn Park            | 13 septembre |
| Drogheda United           | 2-0   | Finn Harps      | Hunky Dorys Park     | 16 septembre |
| Shelbourne FC             | 1-5   | Dundalk FC      | Tolka Stadium        | 13 septembre |
| St. Patrick's Athletic FC | 0-2   | Shamrock Rovers | Richmond Park        | 13 septembre |
| Sligo Rovers              | 1-0   | Derry City FC   | The Showgrounds      | 14 septembre |

## Demi-finales
| première demi-finale | Drogheda United   | 1-0   | Dundalk FC | Hunky Dorys Park    |                     |
| 6 octobre 2013 13:45 | Gavin Brennan 31e | (1-0) |            | Spectateurs : 2 000 | Spectateurs : 2 000 |

| Deuxième demi-finale | Sligo Rovers                                           | 3-0   | Shamrock Rovers | The Showgrounds     |                     |
| 6 octobre 2013 15:55 | Danny Ventre 25e · Alan Keane 74e · Anthony Elding 89e | (1–0) |                 | Spectateurs : 3 933 | Spectateurs : 3 933 |

## Finale
| Finale          | Drogheda United                       | 2-3   | Sligo Rovers                               | Aviva Stadium Dublin                                        |                                                             |
| 3 novembre 2013 | Paul O'Conor 13e · Ryan Brennan 90+2e | (1-0) | Danny North 78e 85e · Anthony Elding 90+4e | Spectateurs : 17 573 Diffuseur : RTE Arbitrage : Paul Tuite | Spectateurs : 17 573 Diffuseur : RTE Arbitrage : Paul Tuite |
| 3 novembre 2013 | Rapport                               |       |                                            | Spectateurs : 17 573 Diffuseur : RTE Arbitrage : Paul Tuite | Spectateurs : 17 573 Diffuseur : RTE Arbitrage : Paul Tuite |